# Лопатин, Денис Петрович
Дени́с Петро́вич Лопа́тин (род. 9 ноября 1977, Минск, Белорусская ССР) — художник, лауреат номинации «почётного упоминания» португальского конкурса «World Press Cartoon». Входит в число 100 лучших карикатуристов мира.

## Биография
Родился в 1977 году в г. Минске. В 7-месячном возрасте увезён родителями на Камчатку. Жил в Петропавловске-Камчатском
В 2002 году окончил Белорусский государственный университет культуры.
Публиковался в газетах: «Вести», «Камчатское время», «Аргументы и Факты — Камчатка», «МК на Камчатке», «Культура», «Знамя Юности», «Вечерний Минск», Максим", «Le Cahier Dessine» (Париж, Франция) и других . Всего опубликовано более 1500 карикатур, более 250 комиксов, шаржей, фельетонов.
Выполнял художественные заказы для телекомпании «Фит» (Беларусь), киностудии «Беларусьфильм», «Мосфильм».
Иллюстрировал книги камчатского писателя Павла Калмыкова «Ветеран Куликовской битвы» (2009), «Клад и другие полезные ископаемые» (2014); Виктора Шендеровича «Соло на флейте» (2014).
Эмигрировал во Францию из-за поступивших угроз после карикатуры на Поклонскую.

## Выставки

### Персональные выставки
- 2005 — Камчатский областной художественный музей, персональная — не состоялась, запрещена распоряжением губернатора. Перенесена сотрудниками музея в подвал Дома прессы, где прошла успешно.
- 2008 — киноцентр «Октябрьский», Петропавловск-Камчатский, персональная.
- 2011 — Краевая научная библиотека им. С. П. Крашенинникова, Петропавловск-Камчатский[6].
- 2011 — для УФСИН в камчатских тюрьмах: ИК-5, ИК-6 и СИЗО. Мастер-класс для заключённых.
- «18+». 7 июня 2013 года в выставочном зале Камчатского отделения «Творческого Союза художников России»[3]
- 2014 — Центробанк, Петропавловск-Камчатский.
- 2015 — Этнокультурный центр села Никольское, остров Беринга.
- 2015 — Carercasas y amigo, Барселона, Испания.
- 2016 — Институт вулканологии и сейсмологии ДВО РАН, Петропавловск-Камчатский[7][8]

### Участие в выставках
- «Взгляд Квазимодо — 2» (Могилёв)
- 2007, 2008 — московский международный фестиваль комиксов «КомМиссия», галерея «Винзавод», международные.
- 2008 — РИА Новости, Москва, «Внимание: лимфома».
- 2011 — WorldPressCartoon, Синтра, Португалия, международная.
- 2011 — KurtukunstGallery, Берлин, Германия, международная.
- 2015 — Crematorium, Берлин, Германия, международная.
- 2016 — Музей Мирового океана, Калининград, международная.
- 2016 — Сахаровский центр, Москва, благотворительный аукцион в поддержку политических заключённых.
- 2016 — галерея MihoArt, Лимассол, Кипр, международная.
- 2018 — выставка Cartooning for Peace, Женева, Швейцария
- 2019 — музей изобразительного искусства и графики Йениш, Веве, Швейцария

## Инциденты
- Получил четыре судебные повестки за карикатуру в газете (на первого заместителя губернатора Камчатской области) (2003).
- Был вызван в прокуратуру за газетный комикс (2004)
- Газета, в которой публиковался художник, получила письменное предупреждение от комиссии по надзору за СМИ за тот же комикс.
- Губернатор М. Машковцев запретил персональную выставку художника «Гримасы власти» — 2005 г.
- Был выдворен из зала суда за зарисовку судебного процесса — 2006 г.
- Стенд художника был снят с экспозиции на «КомМиссии-2008» — 2008 г.

## Премии
- Специальный приз, выданный итальянским издателем Марко Солди на Московском международном фестивале комиксов «КомМиссия» (2007).
- Гран-при Интернет-конкурса Caricaturama 3000 за работу «Черный лебедь», созданную по мотивам одноименного фильма Даррена Аронофски.

## Семья
- Женат на Нине Лопатиной (2015).